# Leif Wikström
Leif Wikström est un skipper suédois né le 18 août 1918 à Lysekil et mort le 27 janvier 1991 à Lysekil. 
Aux Jeux olympiques d'été de 1956 à Melbourne, Leif Wikström est sacré champion olympique en classe Dragon avec Folke Bohlin et Bengt Palmquist sur le Slaghöken II. 